# Ян Вільденс
Ян Вільденс (нід. Jan Wildens 1586 — 1653)  відомий фламандський художник-пейзажист Золотої доби Нідерландів.

## Життєпис
Ян Вільденс народився у місті Антверпен. З 1596 року він був зареєстрований як учень Пітера Верхюльста у гільдії св. Луки в місті Антверпен.
Родина була пов'язана із художниками. Батько помер рано і з матір'ю узяв шлюб Коренеліс Кок. Пізніше донька Коренеліса Кока стане дружиною художника-портретиста Корнеліса де Воса, тобто підліток з малих років мав художнє оточення.
1604 року Ян Вільденс прийнятий у гільдію св. Луки майстром. Відомо, що 1610 року він узяв в учні юнака Абрахама Лерсе. 1610 роком датують серію малюнків Вільденса «Місяці», котрі перевели у гравюри і оприлюднили.

## Італійський період
Не всі сторінки життя художника добре відомі. За припущеннями період у 1613-1616 рр. він перебував у Італії. Від цього періоду збереглася серія гравюр «Дванадцять місяців» (датована 1614 роком), оприлюднена Гендріком Гондіусом, Якобом Матамом та Андрісом Стоком. Були створені картини, що перейшли до збірок Палаццо Бьянко у місті Генуя. Перші місяці серії мають помітний відбиток впливів пейзажних творів майстрів пізнього нідерландського маньєризму (серед них Ганс Боль,  Йоос де Момпер, Ян Брейгель молодший, Адріан ван Сталбемт). В картинах серії, дещо змінених щодо гравюр, переважають подробиці, характерні для пейзажних творів доби маньєризму. Мали місце і впливи творів Пауля Бріля, авторитетного нідерландського пейзажиста, що працював у Римі. В картинах серії « Дванадцять місяців» були звичні для подібної серії сцени відповідних порі сільськогосподарських робіт та куртуазні сцени багатіїв і їх дозвілля у природному оточенні.
З 1616 року Ян Вільденс повернувся до Антверпена і почав співпрацювати у майстерні Рубенса.
Відомо, що матеріальний стан митця покращився і він почав купувати картини інших художників. Його будинок, котрий він успадкував від своєї матері в Антверпені, прикрашала його колекція, де нараховували близько 700 картин.

## Шлюб
1619 року художник узяв шлюб із пані Марією Стапперт. Свідком на весіллі був Пітер Пауль Рубенс, в майстерні котрого роками працював Вільденс. Серед сумісних творів — праця над картонами для килимів «Історія Деція Муса». Марія Стапперт померла 1624 року. В родині було два сини Ян Баптист (1620-37) і Єремія Вільденс (1621-53), котрі померли молодими.

## Обрані твори

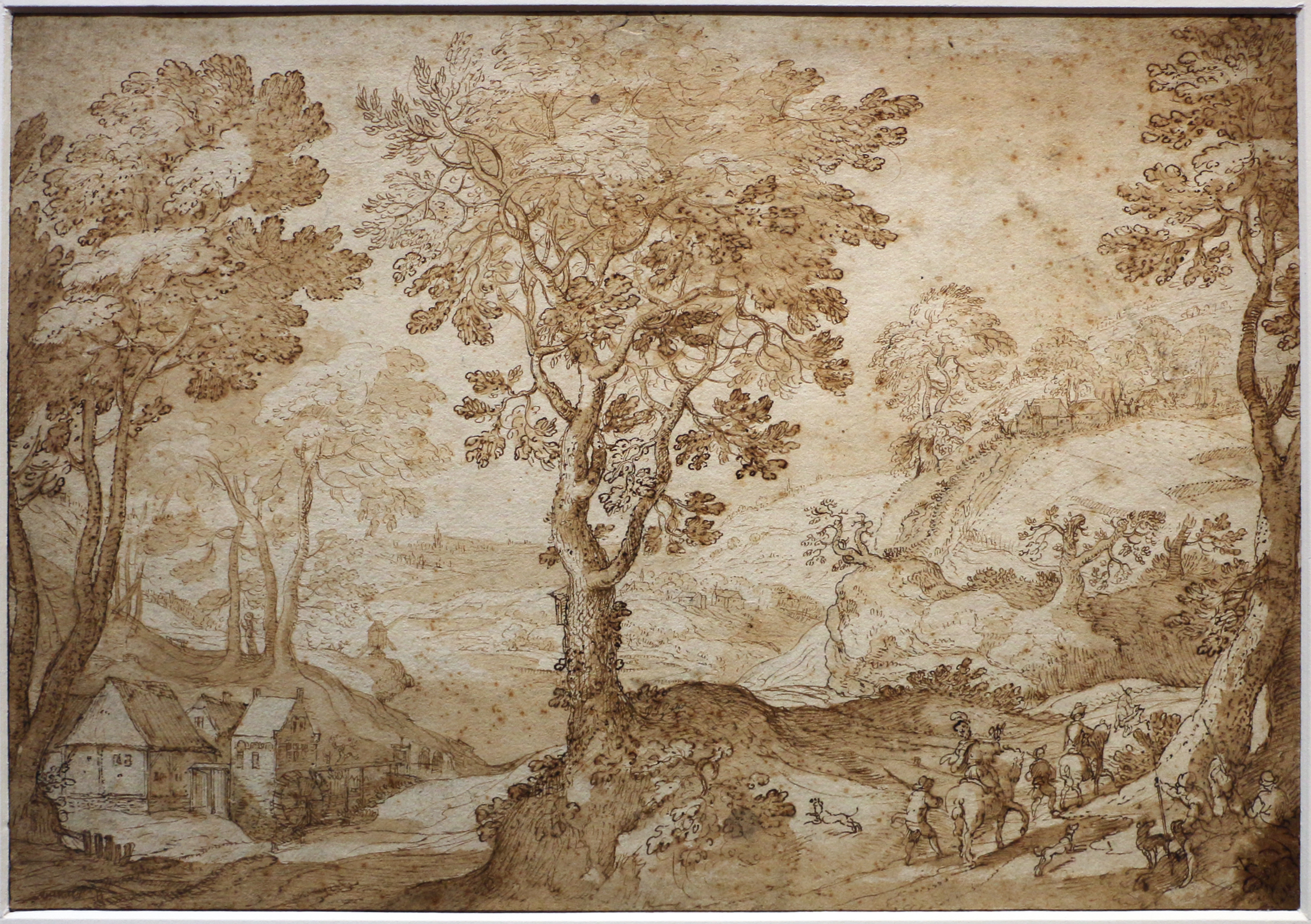
Ян Вільденс. «Пейзаж з млином і мисливцями», малюнок, приватна збірка.

- «Пейзаж з розвагами пастухів», 1631 р., Королівський музей витончених мистецтв (Антверпен)
- «Пейзаж із Христом на шляху до міста Емаус», Ермітаж, Санкт-Петербург
- «Зимовий пейзаж з мисливцем», Дрезденська картинна галерея
- «Кінь атакує собак»,Ермітаж, Санкт-Петербург
- «Меркурій і Аргус»
- «Полювання на оленя»
- «Вовки атакують коня»
- «Пейзаж з пастухами, подорожніми і вершником»

- «Пейзаж з Йосипом, брати котрого продають того у рабство»
- «Пейзаж з річкою у долині»
- «Пейзаж з церквою Сен Ламберт та замком Аренберг»
- «Мадонна з немовлям і св. Анною та Іваном Хрестителем у пейзажі»
- «Зимовий пейзаж з мисливцем», 1624 р., Дрезденська картинна галерея, варіант — Ермітаж, Санкт-Петербург

## Галерея

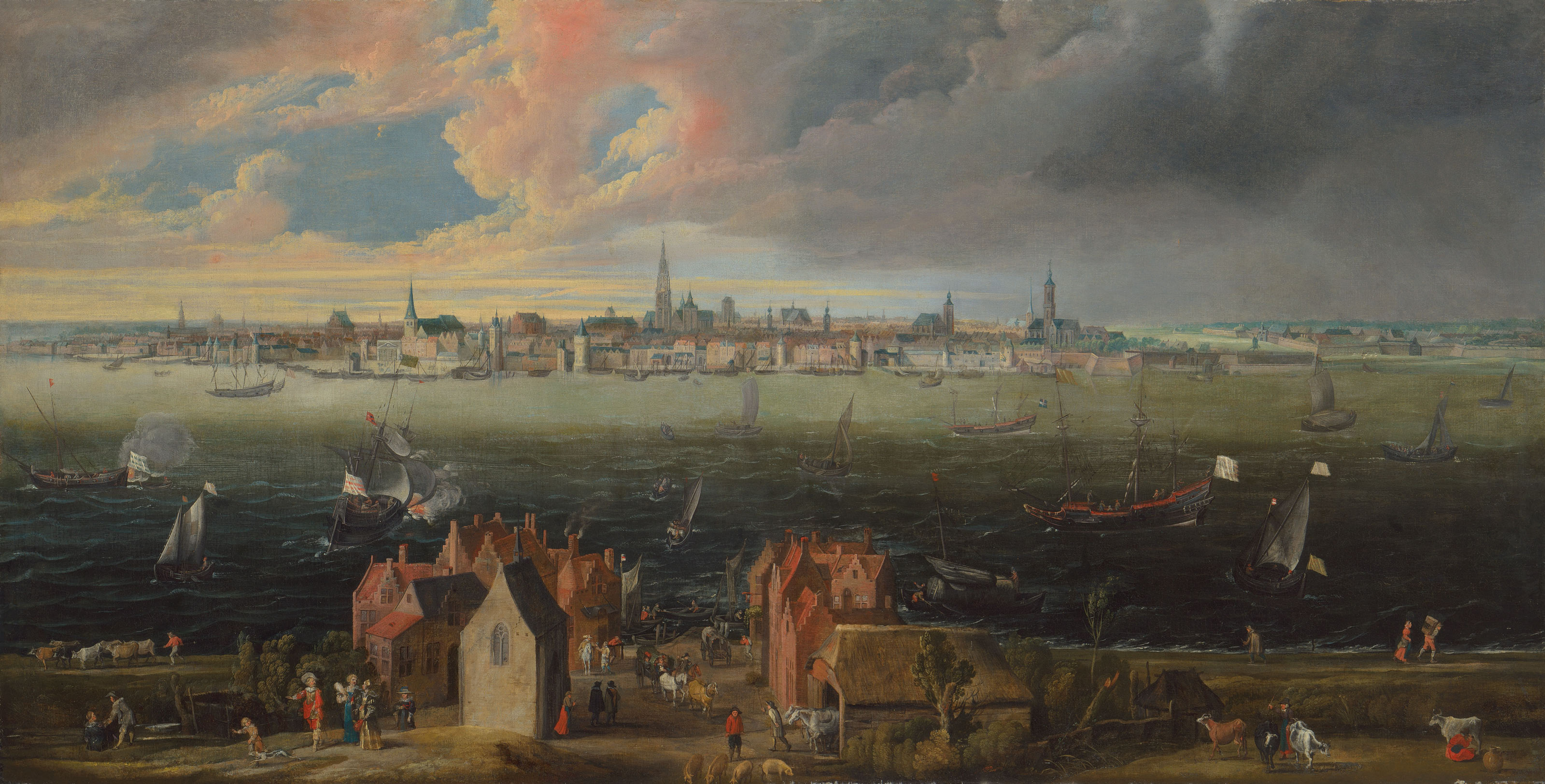
Ян Вільденс. «Панорамний пейзаж з Антверпеном», перше десятиліття 17 ст., приватна збірка.

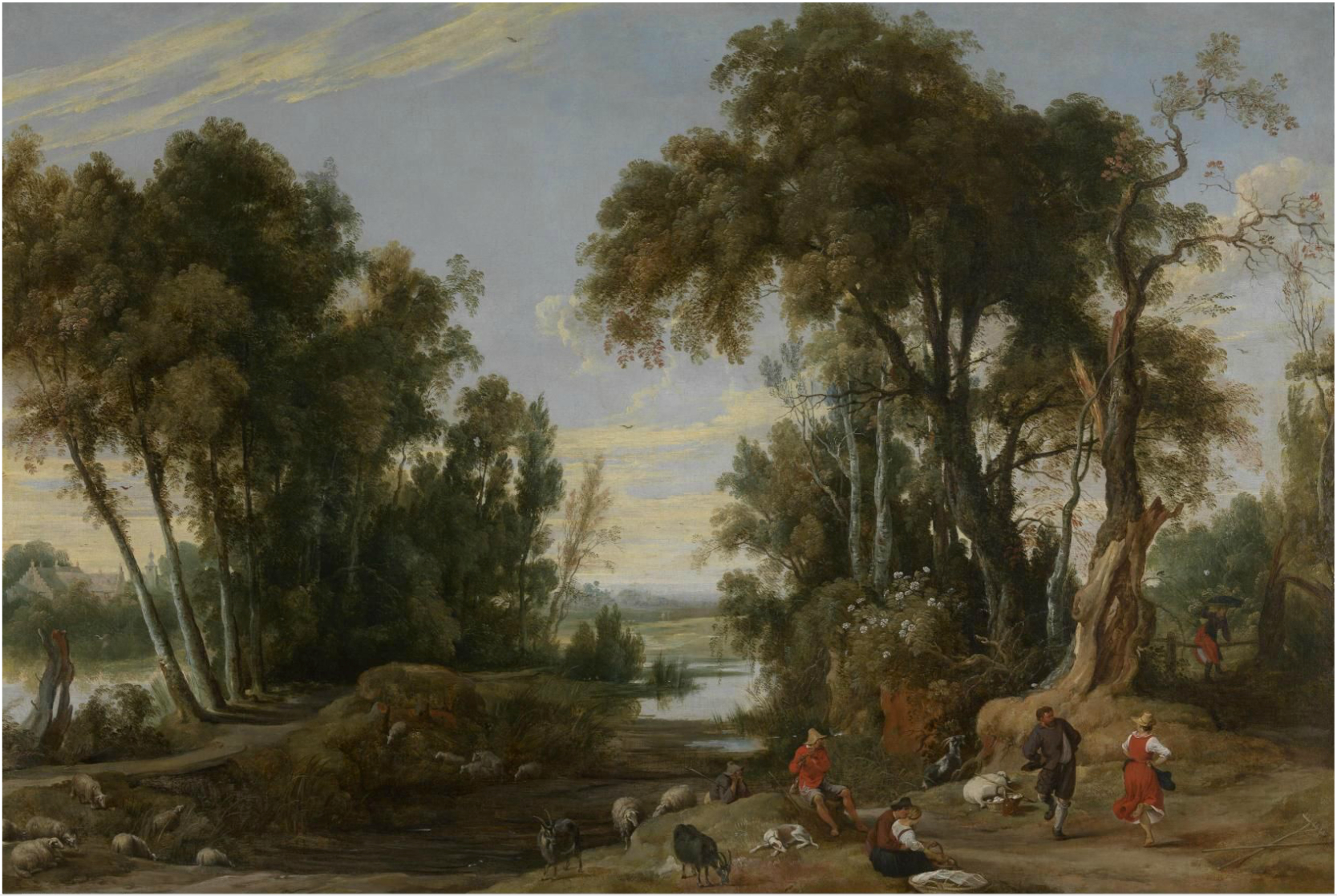
Пейзаж з розвагами пастухів, 1631 р., Королівський музей витончених мистецтв (Антверпен)
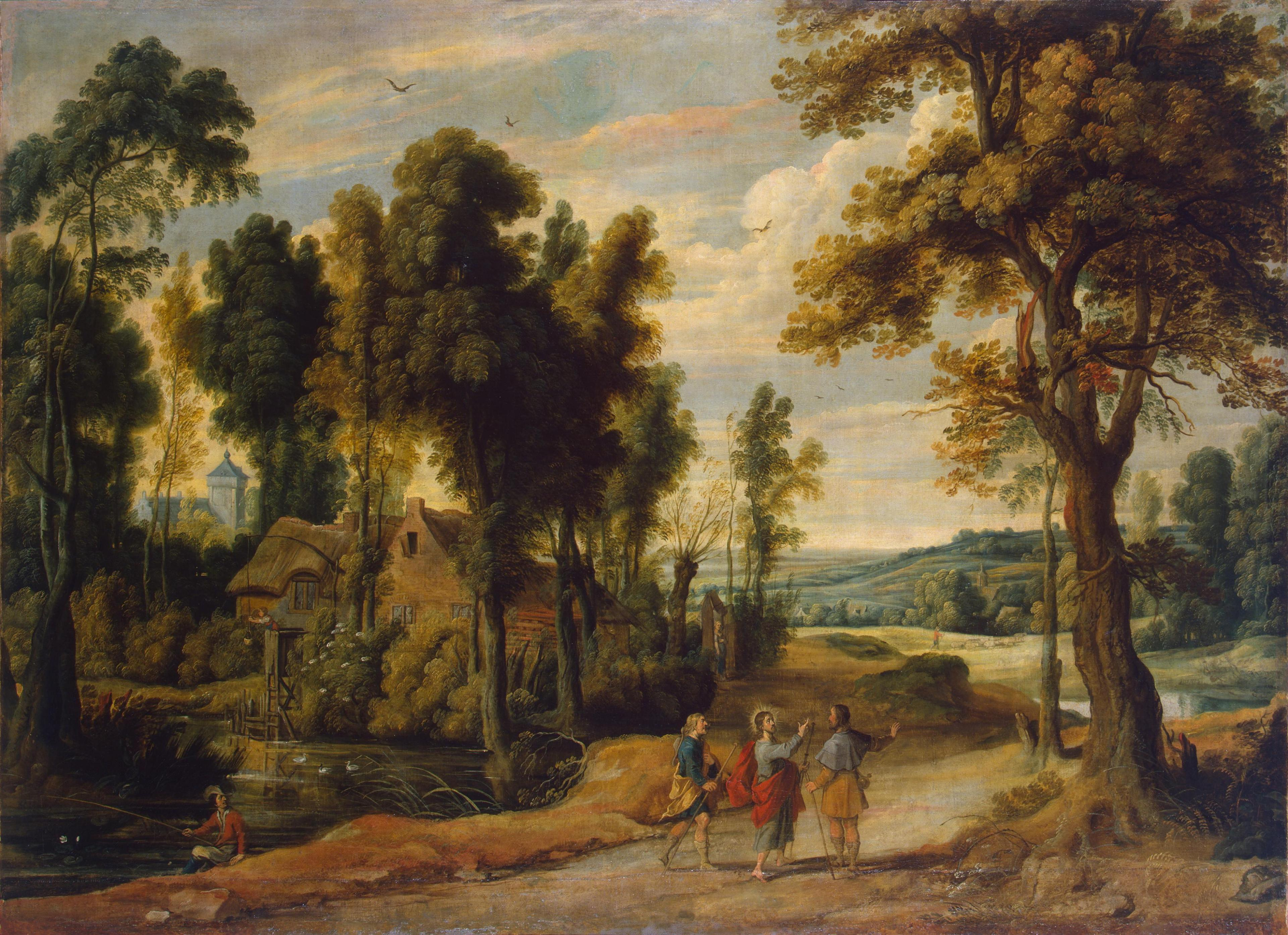
Пейзаж із Христом на шляху до міста Емаус, Ермітаж, Санкт-Петербург
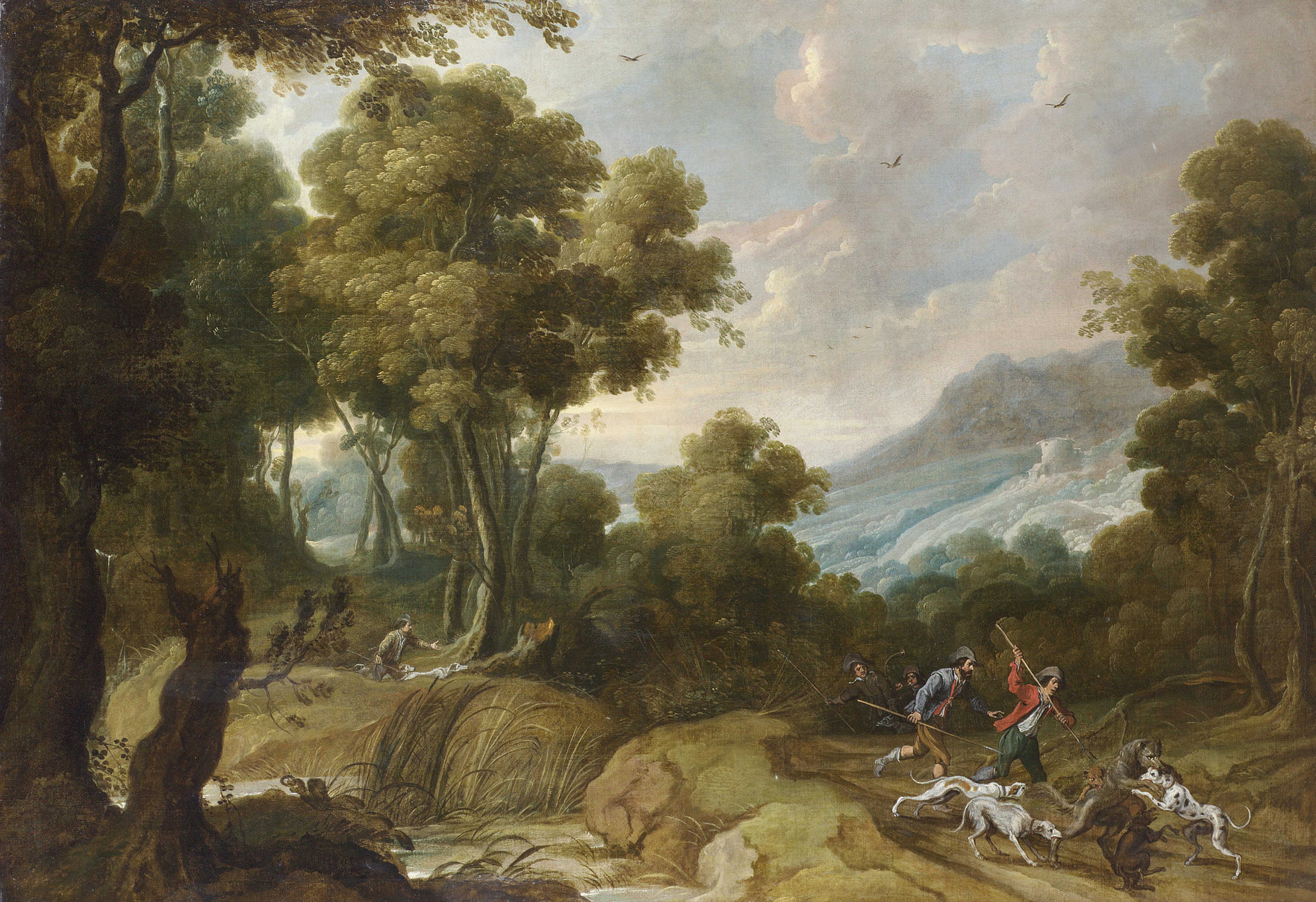
Полювання на вовків у лісі, перша половина 17 ст.
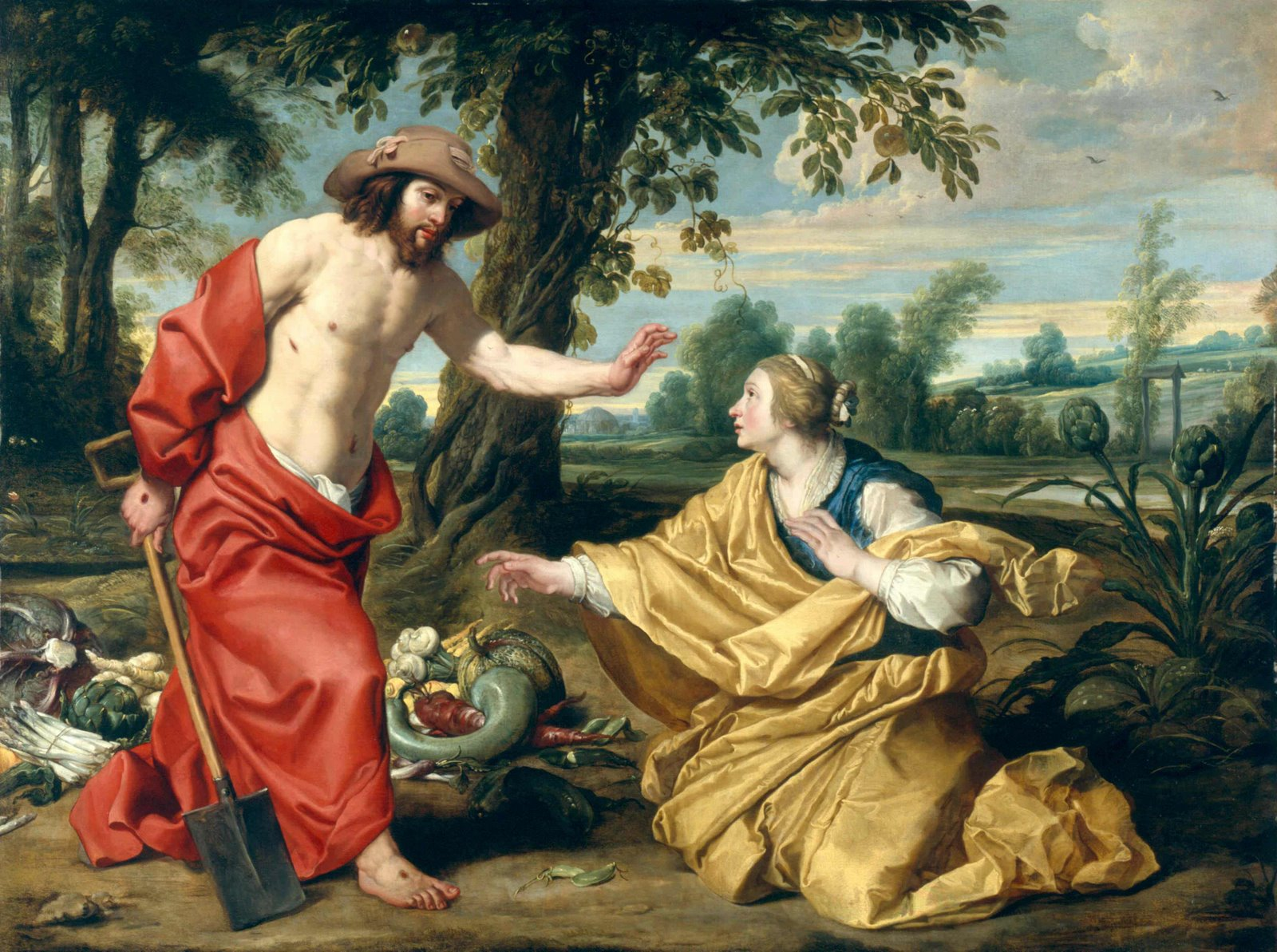
Ян Вільденс-пейзаж, фігури - Абрагам Янсенс. «Христос-садівник або Не торкайся мене», Музей красних мистецтв, Дюнкерк.
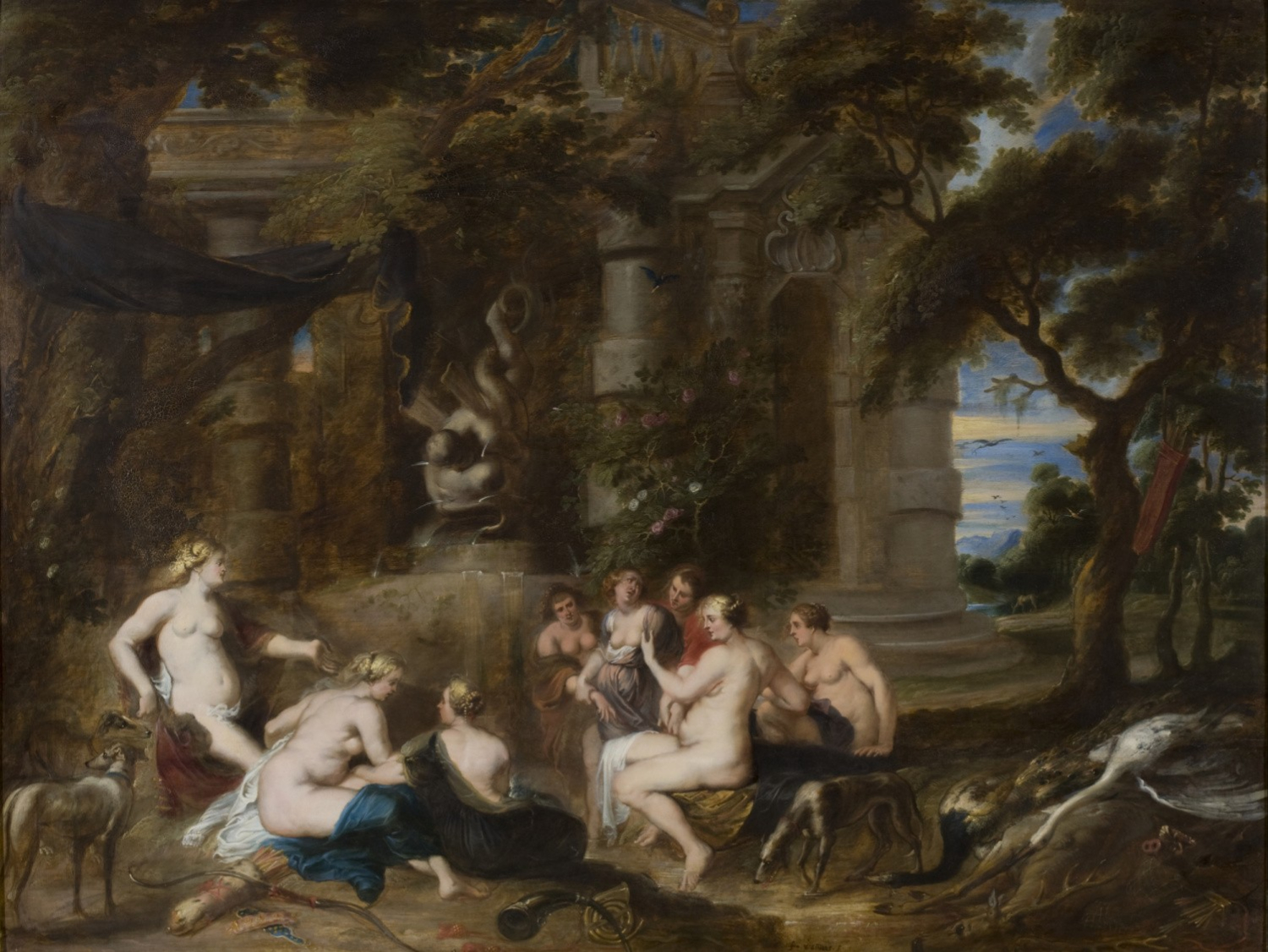
Купальня богині Діани і німфа Калісто, Крмержиж, Чехія
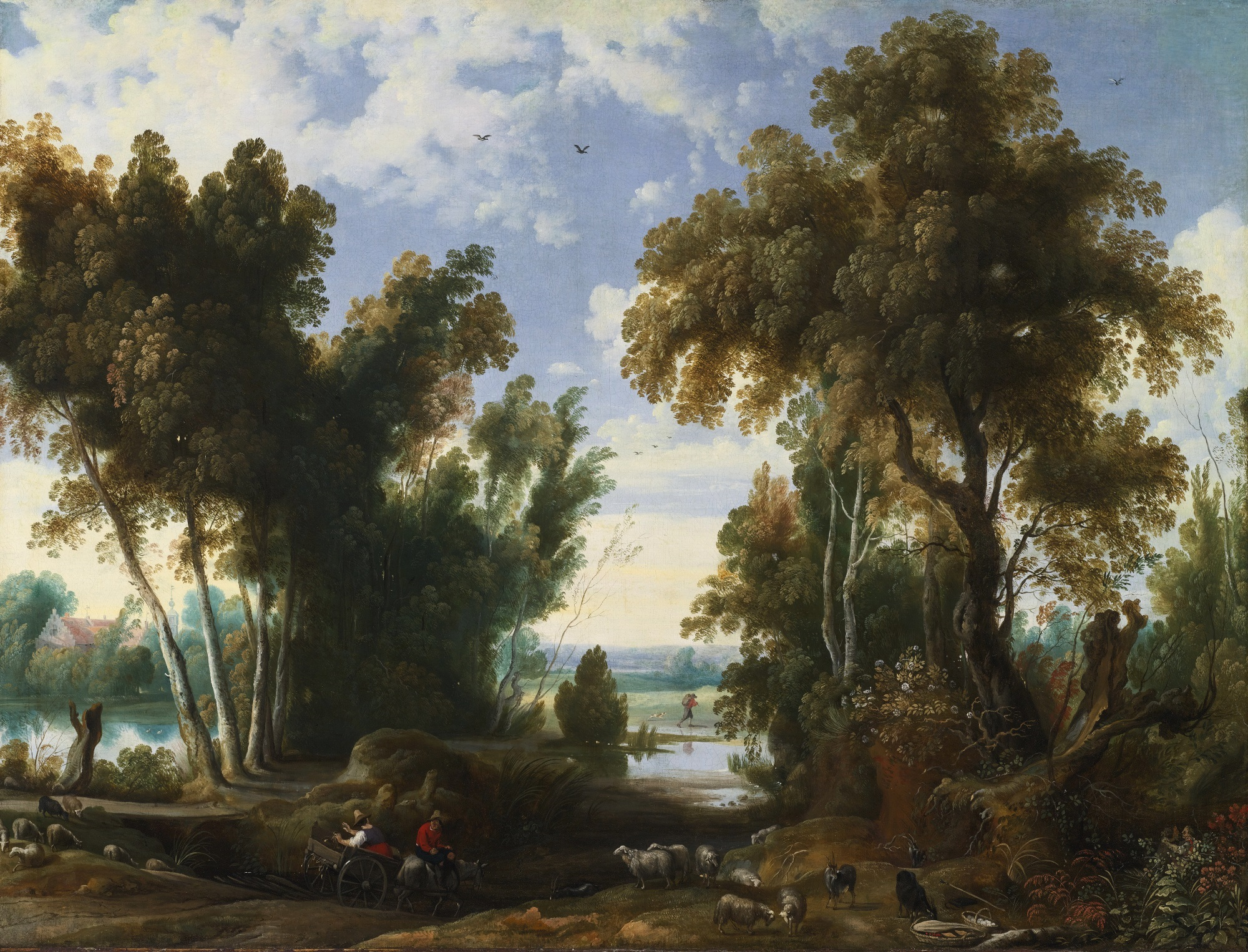
Пейзаж з селянами і отарами
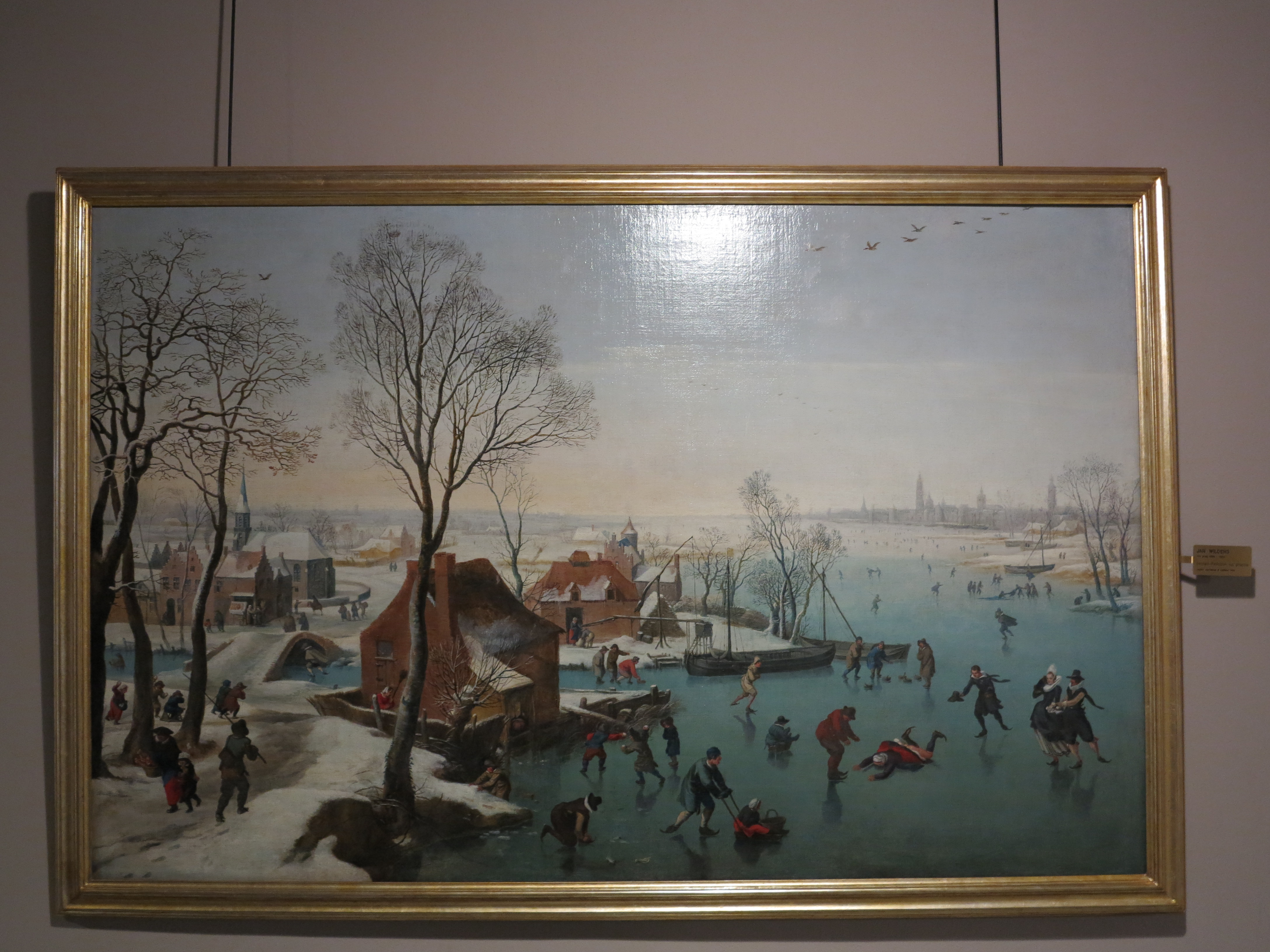
Зимові забави (Січень), Палаццо Россо, Генуя
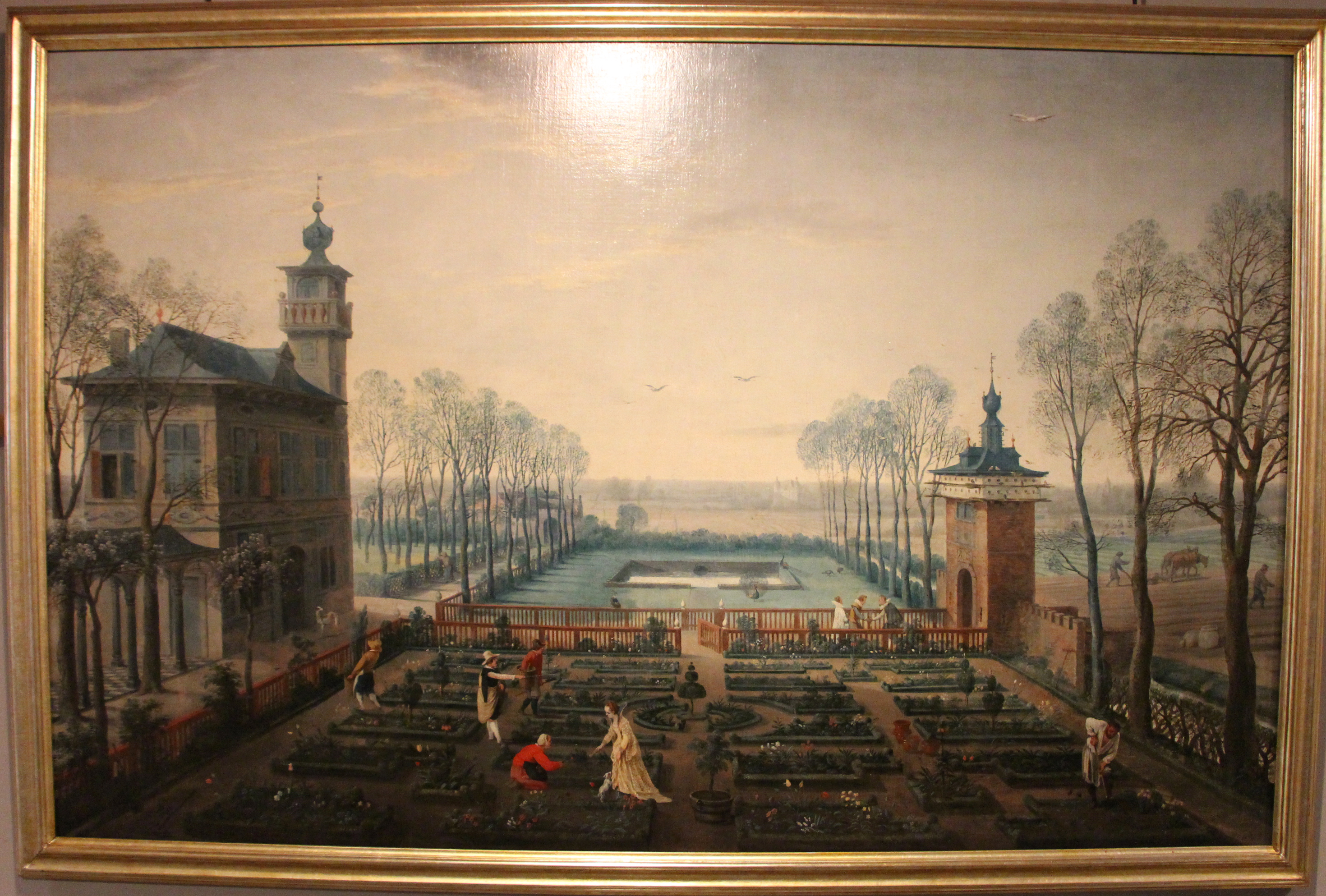
Облаштування регулярного садка (Квітень), Палаццо Россо, Генуя
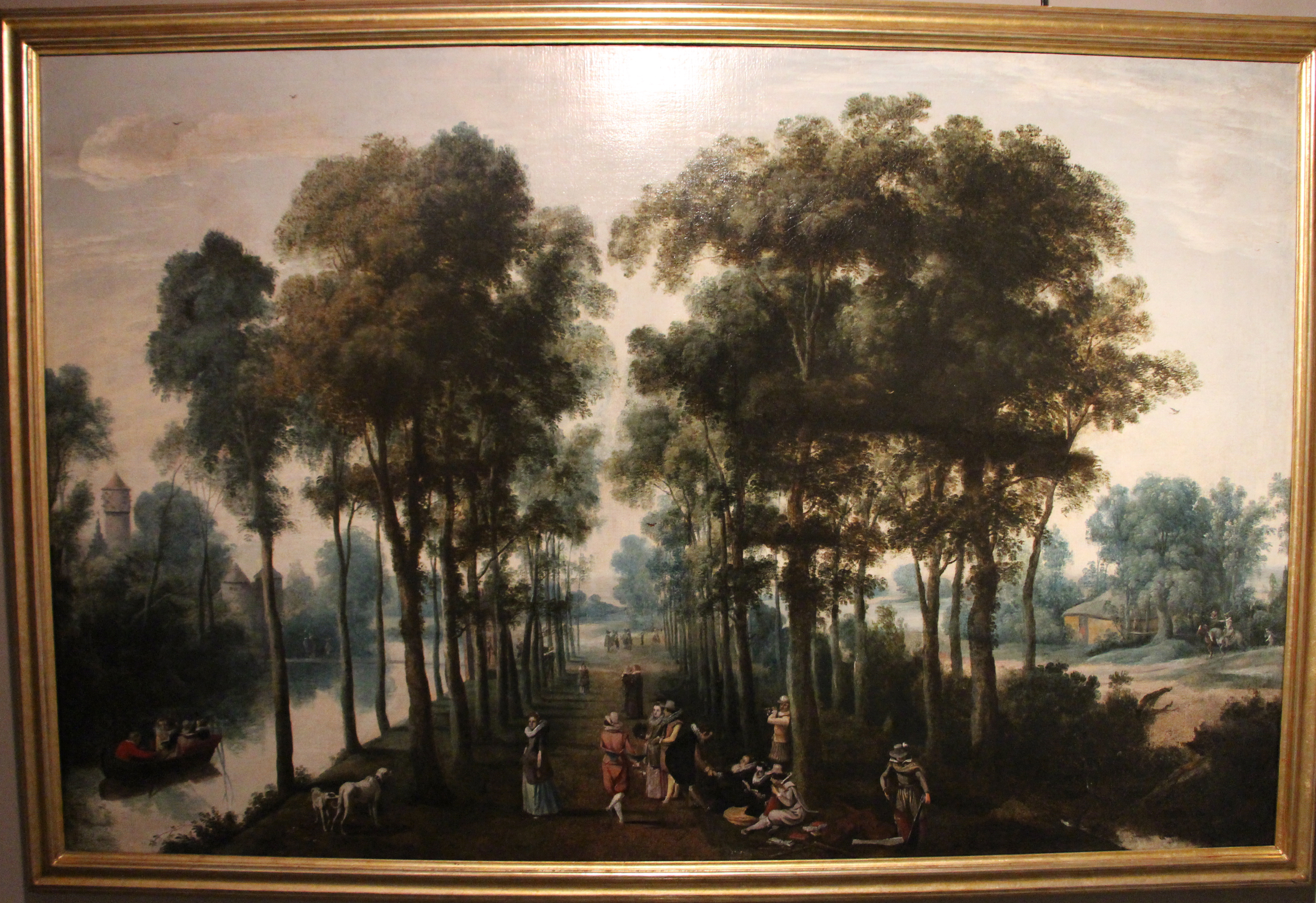
Прогулянка шляхетного товариства (Травень), Палаццо Россо, Генуя
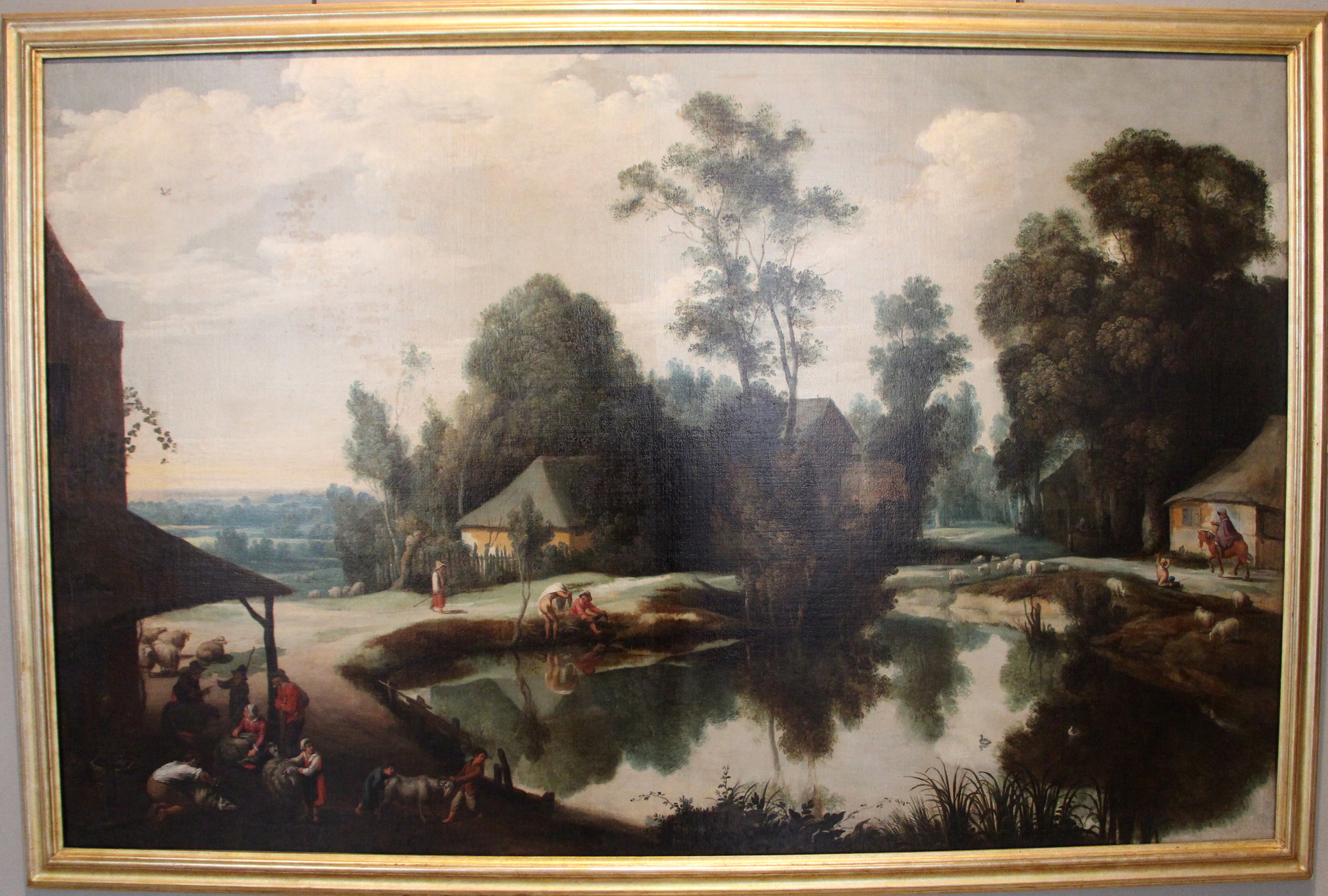
Червень, Палаццо Россо, Генуя
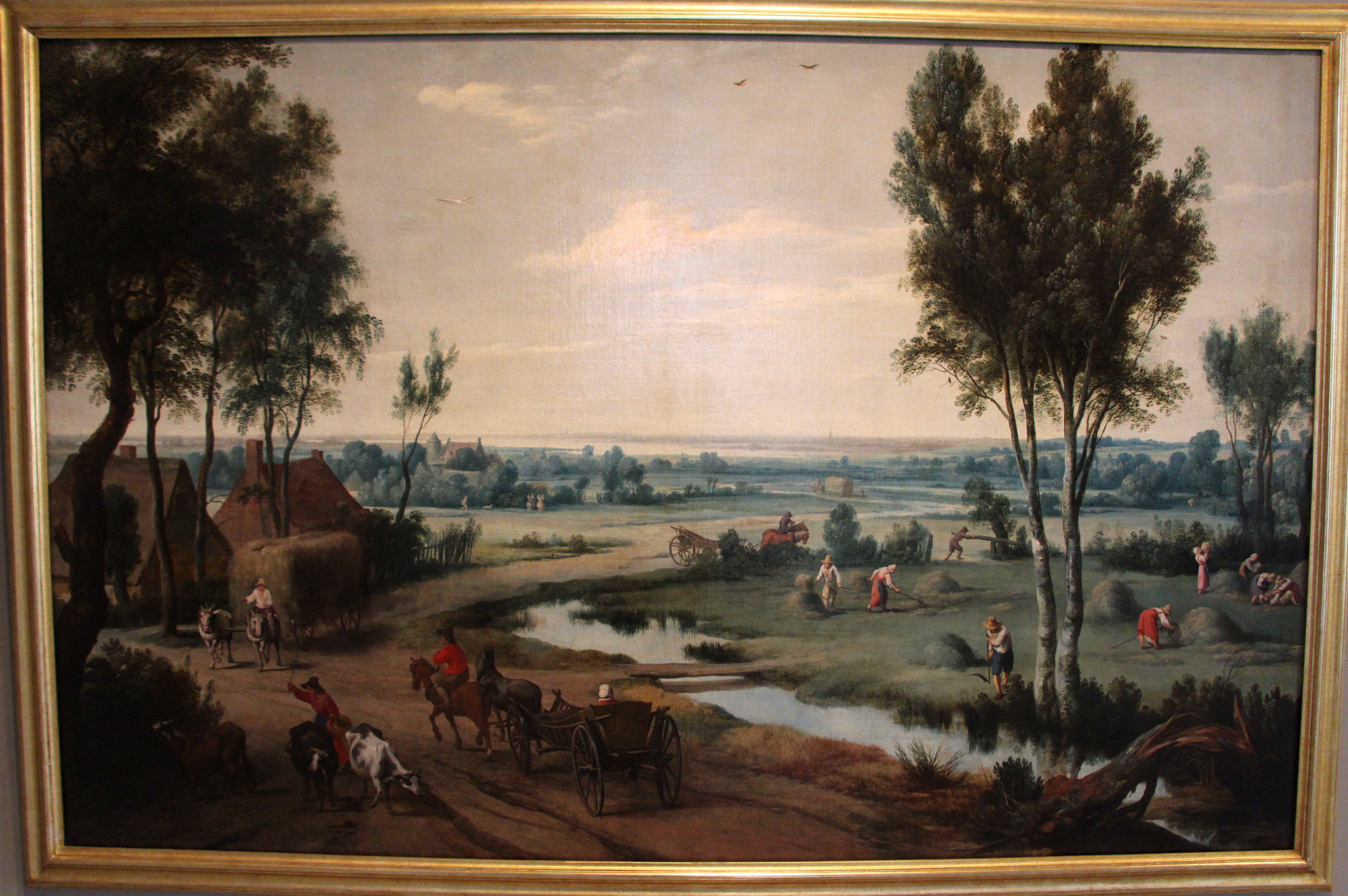
Сіножать (Липень), Палаццо Россо, Генуя
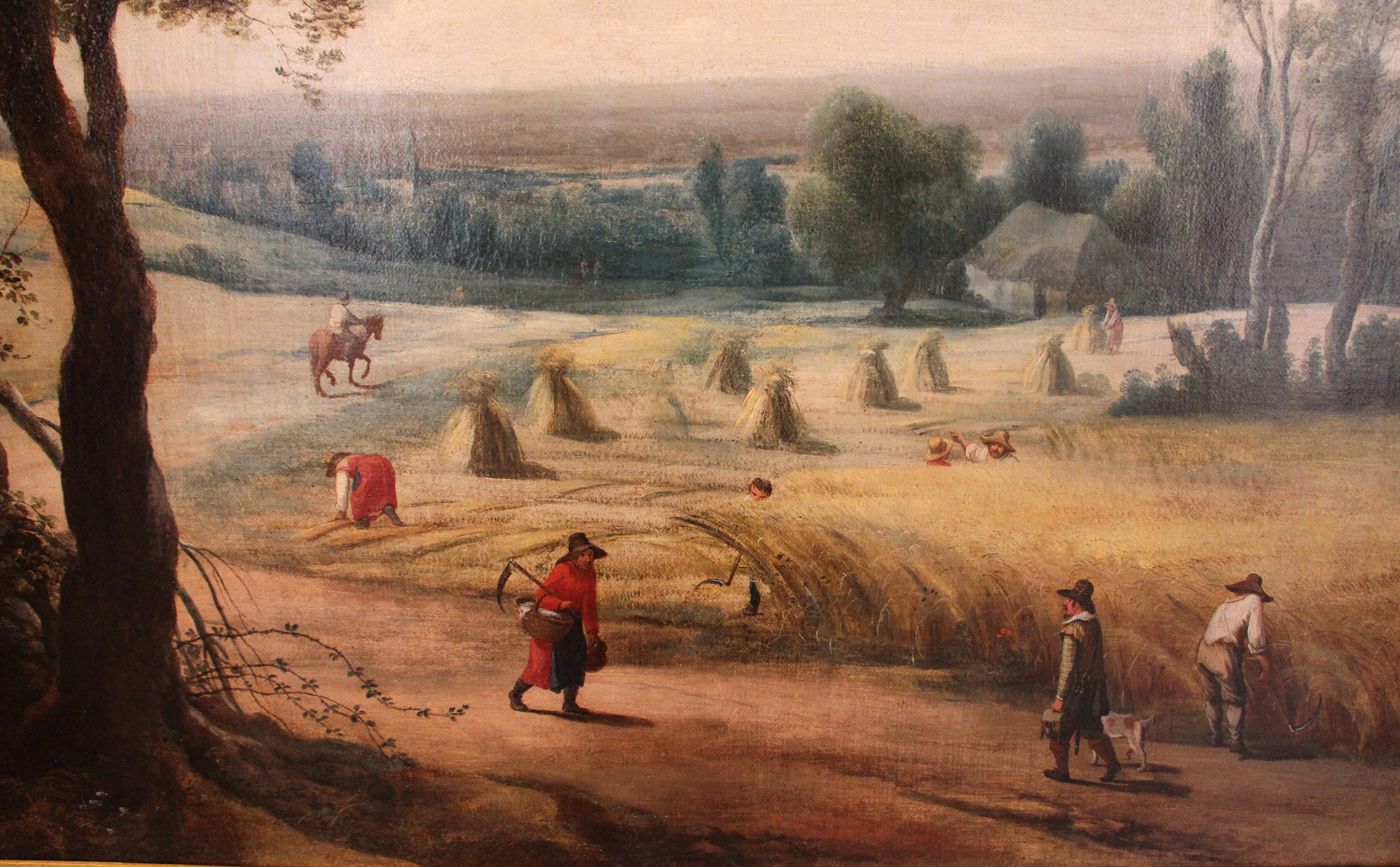
Жнива (Серпень), фрагмент,  Палаццо Россо, Генуя
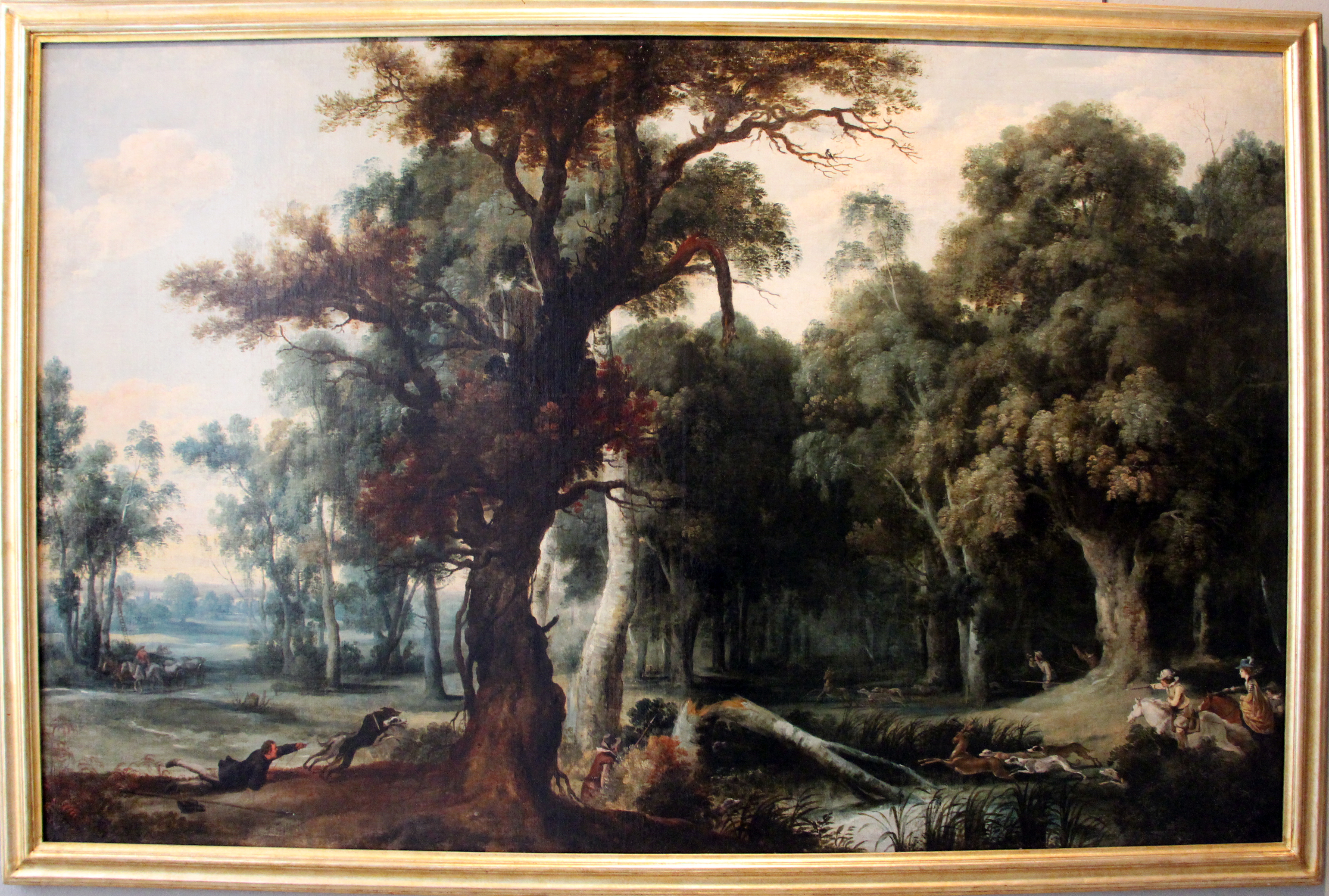
Мисливці в лісі (Вересень), Палаццо Россо, Генуя
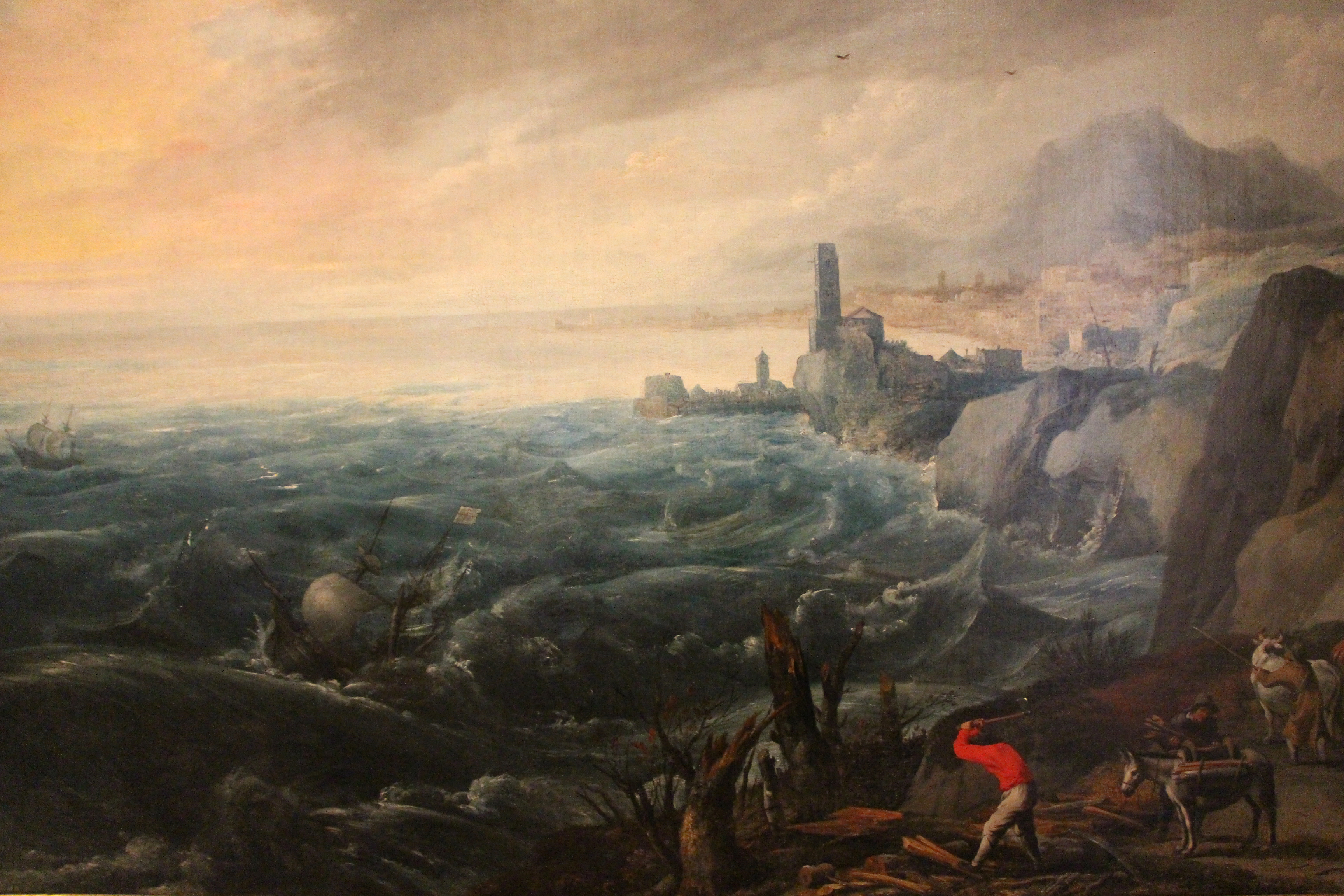
Буря на морі (Листопад), Палаццо Россо, Генуя